# Port Clements
Port Clements è un villaggio del Canada, che si trova sull'arcipelago Haida Gwaii. Amministrativamente appartiente al distretto regionale di Skeena-Queen Charlotte della Columbia Britannica.